# The Best of Hanson: Live & Electric
The Best of Hanson: Live & Electric är det amerikanska pop/rock-bandet Hansons livealbum som kom ut 2005.

## Låtförteckning
1. "Optimistic" – 5:44
2. "Every word I say" – 4:41
3. "Where's the love" – 4:40
4. "Look at you" – 5:57
5. "Strong enough to break" – 4:05
6. "I will come to you" – 3:42
7. "Underneath" – 4:47
8. "Hand in hand" – 6:24
9. "In a little while" – 4:48
10. "Penny & me" – 3:52
11. "MMMbop" – 3:50
12. "This time around" – 4:03
13. "rock 'n' roll razorblade" – 5:01

### Bonuslåtar
1. "If only" - 4:48
2. "Belive" - 4:38